# Данієль Вільямс (легкоатлетка)
Данієль Грасія Вільямс (англ. Danielle Gracia Williams; нар. 14 вересня 1992) — ямайська легкоатлетка, яка спеціалізується в бар'єрному бігу, чемпіонка світу.
На світовій першості-2019 посіла третє місце в бігу на 100 метрів з бар'єрами.